# Gnophos nubilata
Gnophos nubilata là một loài bướm đêm trong họ Geometridae.